# Präsidentschaftswahl in der Republik Kongo 2016
Die Präsidentschaftswahl in der Republik Kongo 2016 fand am 20. März 2016 statt.
Präsident Denis Sassou-Nguesso, der bereits zwei Amtszeiten als Präsident hinter sich hatte, bemühte eine Verfassungsänderung, um erneut antreten zu dürfen. Er gewann die Wahl mit etwa 60 % der Stimmen; der Verdacht von Wahlmanipulationen wurde erhoben.

## Wahlergebnis
| Kandidaten                     | Parteien                                                            | Stimmen   | %    |
| ------------------------------ | ------------------------------------------------------------------- | --------- | ---- |
| Denis Sassou-Nguesso           | Parti Congolais du Travail                                          | 838.922   | 60,2 |
| Guy Brice Parfait Kolélas      | Mouvement Congolais pour la Démocratie et le Développement Intégral | 209.632   | 15,0 |
| Jean-Marie Michel Mokoko       | Parteilos                                                           | 191.562   | 13,7 |
| Pascal Tsaty Mabiala           | Union panafricaine pour la démocratie sociale                       | 65.025    | 4,7  |
| André Okombi Salissa           | Initiative pour la démocratie au Congo                              | 57.373    | 4,1  |
| Claudine Munari                | Mouvement pour l’unité, la solidarité et le travail                 | 21.530    | 1,5  |
| Joseph Kignoumbi Kia Mboungou  | Parteilos                                                           | 3.540     | 0,3  |
| Michel Mboussi Ngouari         | Convention des partis républicains                                  | 3.301     | 0,2  |
| Anguios Nganguia Engabé        | Parti pour l’action de la République                                | 2.905     | 0,2  |
| Gesamt                         | Gesamt                                                              | 1.393.790 | 100  |
|                                |                                                                     |           |      |
| Ungültige Stimmen              | Ungültige Stimmen                                                   | 96.171    | 6,5  |
| Wähler                         | Wähler                                                              | 1.489.961 | 68,9 |
| Wahlberechtigte                | Wahlberechtigte                                                     | 2.161.839 |      |
|                                |                                                                     |           |      |
| Quelle: Cour constitutionnelle |                                                                     |           |      |

## Kritik
Amnesty International kritisierte die Lahmlegung des Internets und der Kommunikationskanäle und die damit verbundene Einschränkung der Presse- und Meinungsfreiheit.
Die Opposition erhob den Vorwurf des Wahlbetrugs.